# Eremobelba foliata
Eremobelba foliata är en kvalsterart som beskrevs av Hammer 1958. Eremobelba foliata ingår i släktet Eremobelba och familjen Eremobelbidae. Inga underarter finns listade i Catalogue of Life.